# فيل أبيض

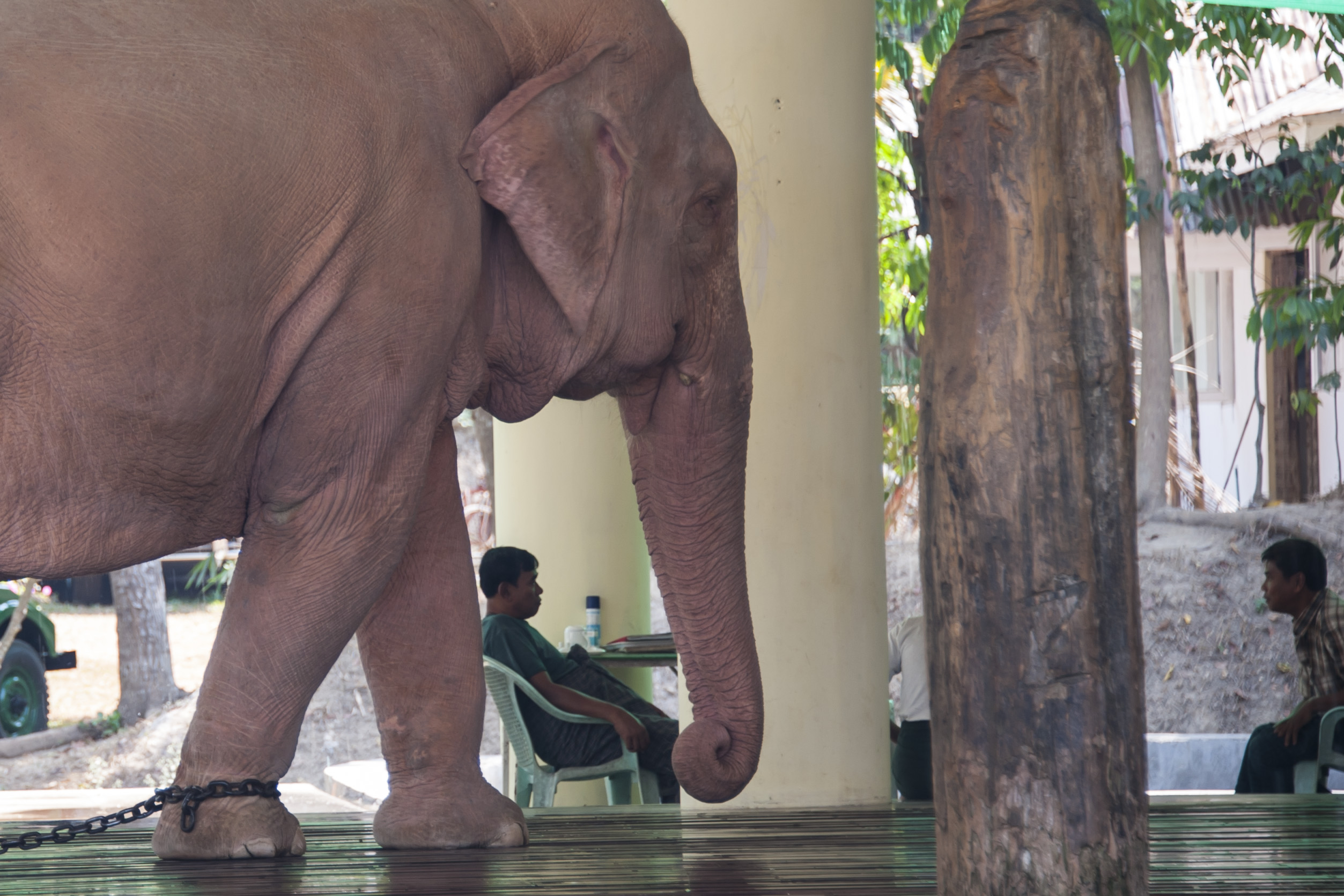
فيل أبيض في يانغون، 2013

فيل أبيض هو مصطلح لمُلكيَّة لا يُمكن لصاحبها التخلص منها بسبب تكلفتها العالية ولا سيما صيانتها. هذا المصطلح مُستمد من قصة ملوك سيام (تايلند في الوقت الحالي)الذين كانوا مُعتادين على إهداء رجال الحاشية الملكية المكروهين فيلًا أبيض من أجل تدميرهم بسبب التكلفة العالية للعناية به.